# Мойсіївка (Звягельський район)
Мойсі́ївка — село в Україні, у Звягельському районі Житомирської області. Населення становить 50 осіб. Входить до складу Чижівської сільської громади.

## Історія
До 1939 року колонія. Заснована після 1875 року біля болота Мосеївка.
У 1906 році колонія Сербівської волості Новоград-Волинського повіту Волинської губернії. Відстань від повітового міста 23 версти, від волості 5. Дворів 68, мешканців 407.